# Нив (река)
Нив (фр. Nive, баск. Errobi) — французская река, которая протекает через Страну Басков. Является левым притоком реки Адур. Исток реки находится в Пиренеях. Длина реки — 78,9 км. Площадь водосборного бассейна — 1030 км².
Река Нив стала известной благодаря серии книг «Маленький Николя».
Нив протекает через города Эстерансюби (Нив-де-Бехероби), Сен-Жан-Пье-де-Пор, Бидарре, Камбо-ле-Бен, Юстарис, Вильфранк и Байонна, где впадает в Адур.

## Галерея

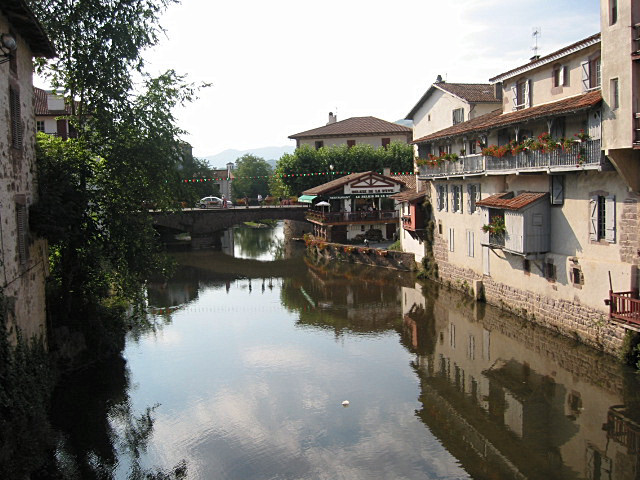
Нив в Сен-Жан-Пье-де-Пор
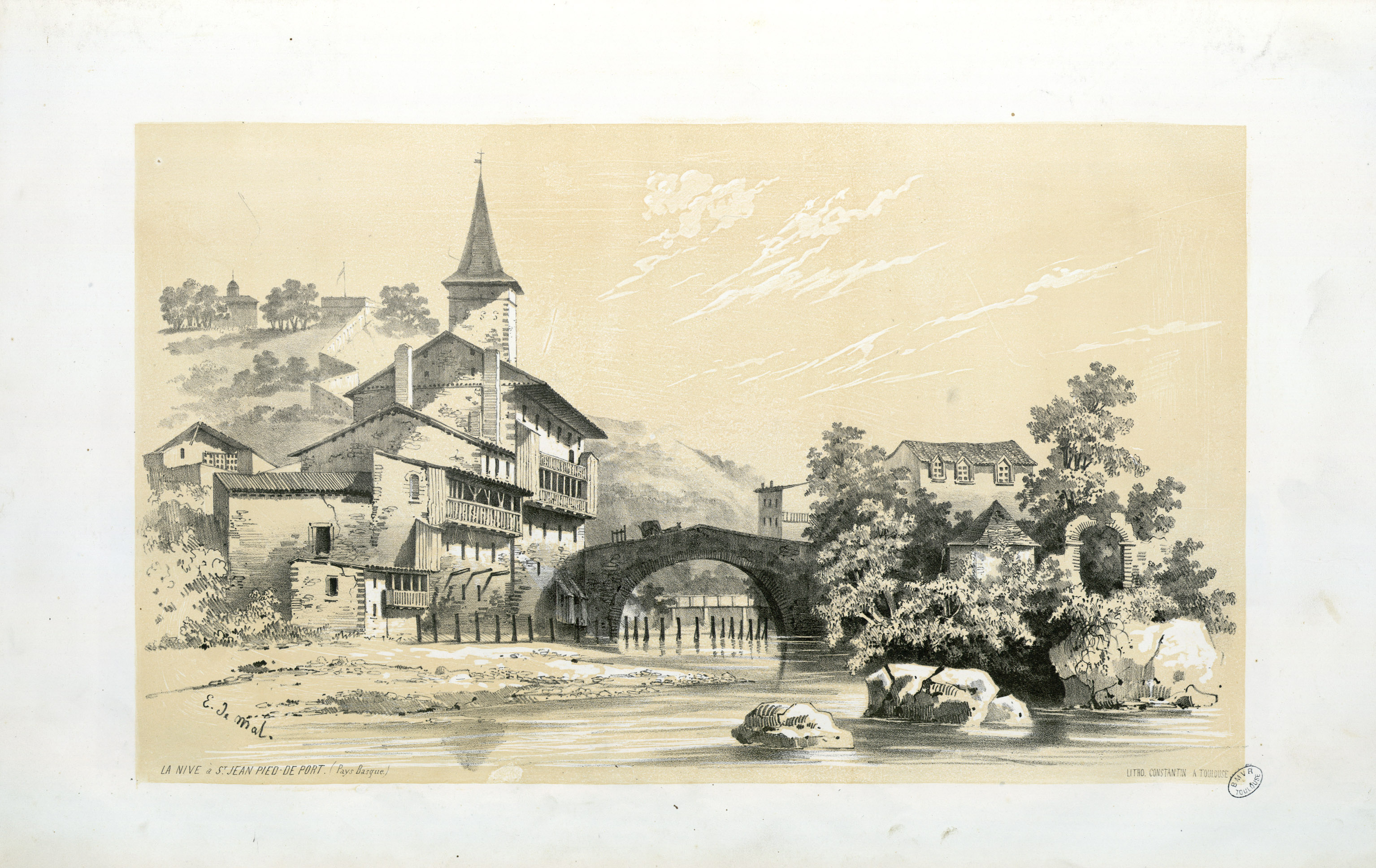
Нив в Сен-Жан-Пье-де-Пор, 1843 год. Картина Эжена де Мальбоса
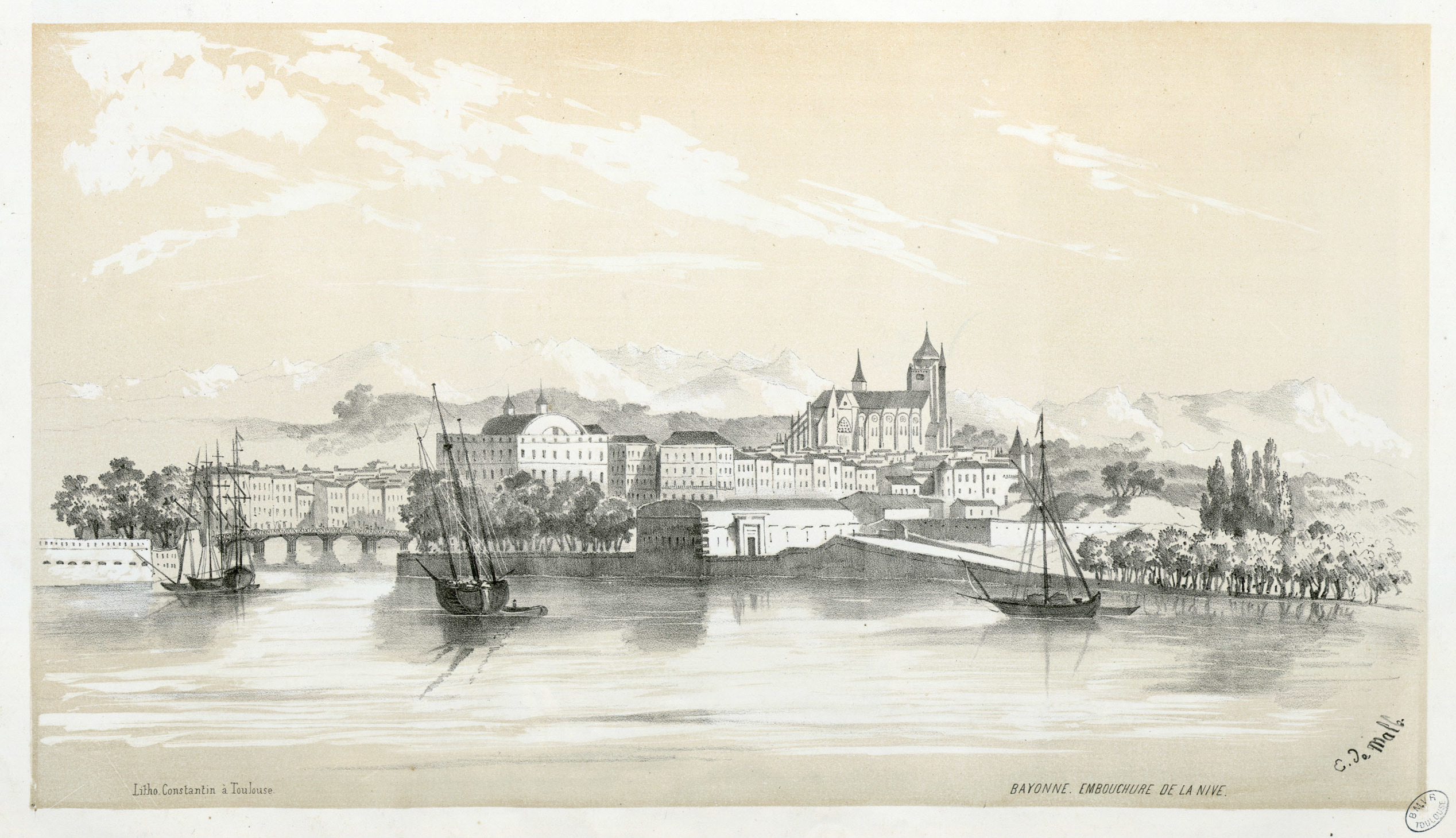
Слияние Нива в Байонне, 1843 год. Картина Эжена де Мальбоса